# Kowalit
Kowalit war der Markenname eines vom „VEB Gummikombinat Thüringen“ in Waltershausen produzierten Schlauchreifens. Der Name war eine Abkürzung für Kombinat Waltershausen in Thüringen. Da bis 1952 auf dem Gebiet der DDR keine eigene Fahrradreifenproduktion bestand, mussten die für den Radrennsport benötigten Reifen mittels Devisen aus dem Ausland beschafft werden.
Ein innerhalb weniger Jahre entwickelter Schlauchreifen wurde erstmals 1956 erfolgreich bei der Friedensfahrt eingesetzt. 1958 wurde der Kowalit sowohl von der Nationalmannschaft der DDR als auch von Täve Schur beim Erringen der Weltmeisterschaft eingesetzt. Später wurde er auch exportiert (UdSSR, Polen, Rumänien, Volksrepublik China, Korea, Jugoslawien, Schweden, Finnland). Auch von westdeutschen Radsportlern wurde der Kowalit, aufgrund des günstigen Preises, gern als Trainingsreifen eingesetzt.
Der Kowalit wurde in Ausführungen für Trainingsreifen Straße, Kriteriumsreifen Straße, Tourenreifen Straße, Querfeldein-Stollenreifen, Bahnreifen sowie Radball und Radkunstfahren angeboten. Darüber hinaus wurde er auch als normaler Fahrradreifen verwendet.

Täve Schur und die Friedensfahrt